# Lennart Segerstråle

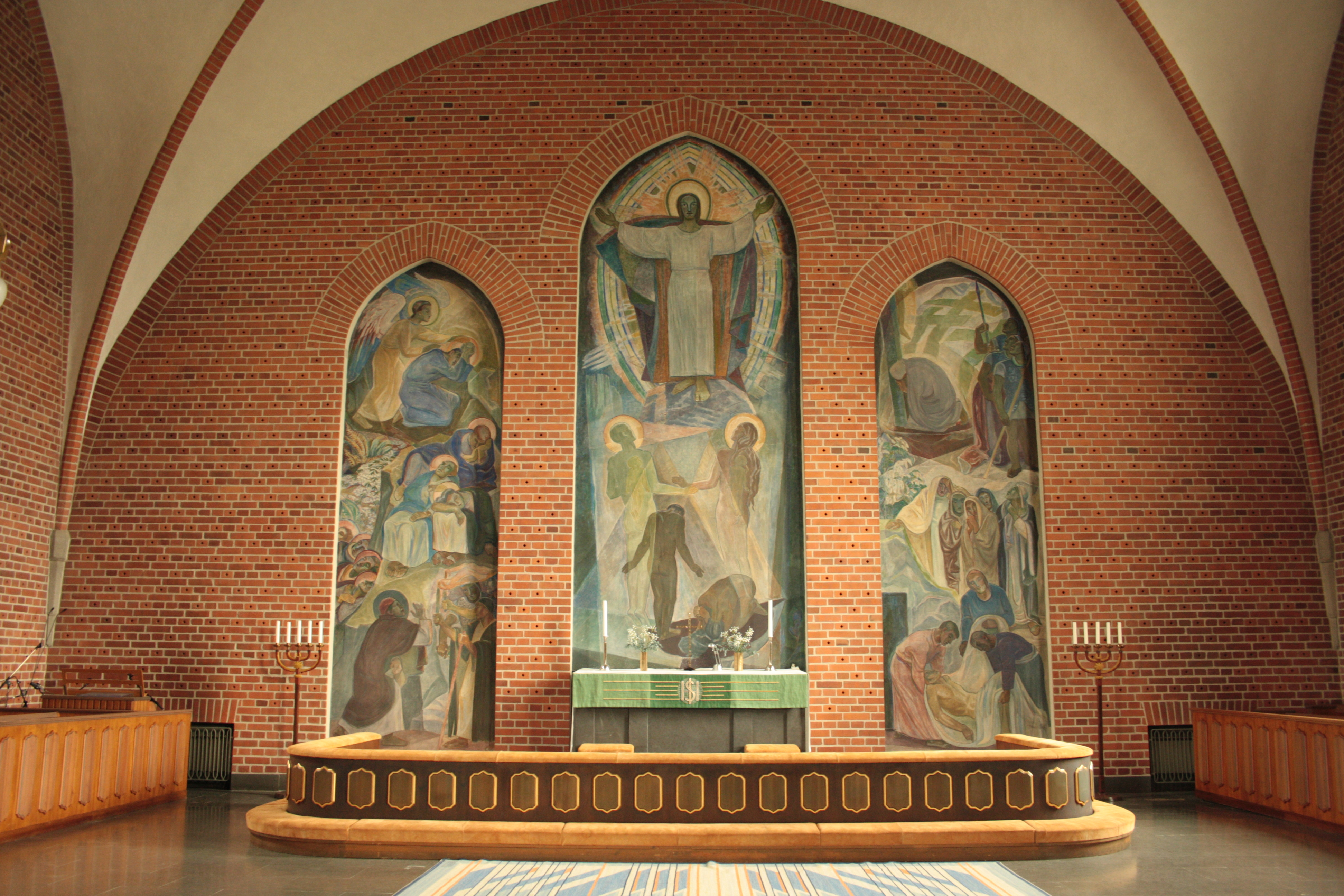
Altarfresk i Burträsks kyrka.

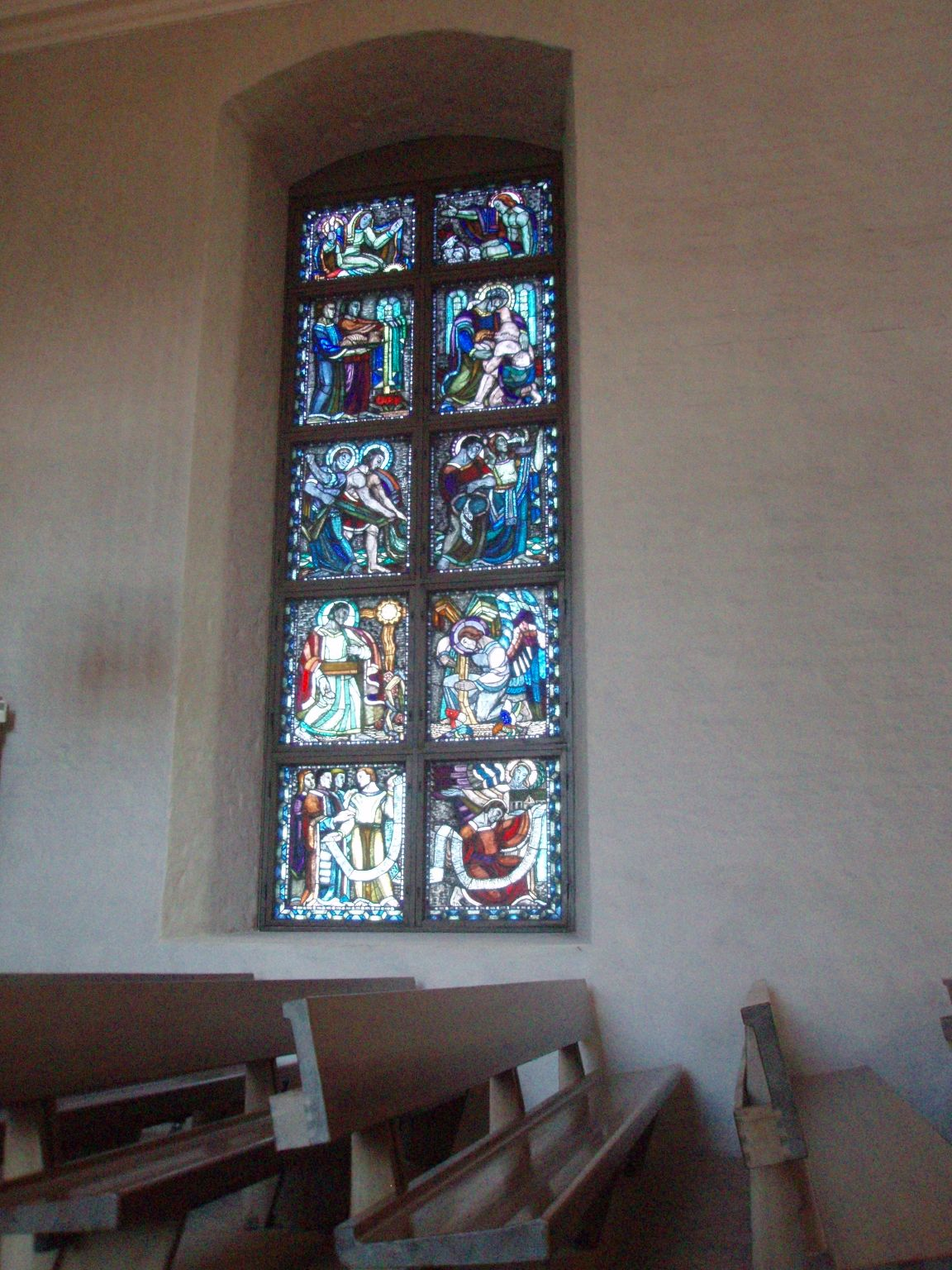
Målat glasfönster i Kyrkslätts kyrka.

Lennart Rafael Segerstråle, född 17 juni 1892 i Helsinge, död 11 april 1975 i Grankulla, var en finlandssvensk målare och grafiker, känd för sina stora fresker.

## Biografi
Segerstråle utbildade sig till forstmästare och arbetade i denna profession under fem år, innan han slog in på en konstnärlig bana. I sin ungdom var Segerstråle känd för sina fågelmålningar.

## Verk
Sina första monumentalmålningarna, ”Havsörnar”, ”Gåsflock” och ”Älgar”, gjorde han på  Malmgård i Pernå 1922–24. Han gjorde verk för Gösta Serlachius i Mänttä. Han första muralmålning, Litteraturens födelse tillkom 1935 i taket i biblioteksrummet på Joenniemi gård, numera konstmuseet Gösta. I  Mänttä bruks kontorsbyggnad utförde han samma år freskerna Jorden och Skogen.
De så kallade Finlandiafreskerna 1942–44 i Finlands Banks huvudkontor betraktas allmänt som hans huvudverk. Han gjorde också ett antal altarfresker och glasmålningar i kyrkor både i Finland och i Sverige. I Finland utförde han verk i Räfsö kyrka, Björkö kyrka, Viiala kyrka, Kristuskyrkan i Helsingfors och Esse kyrka, och i Sverige i Burträsks kyrka och i Vuollerims. 

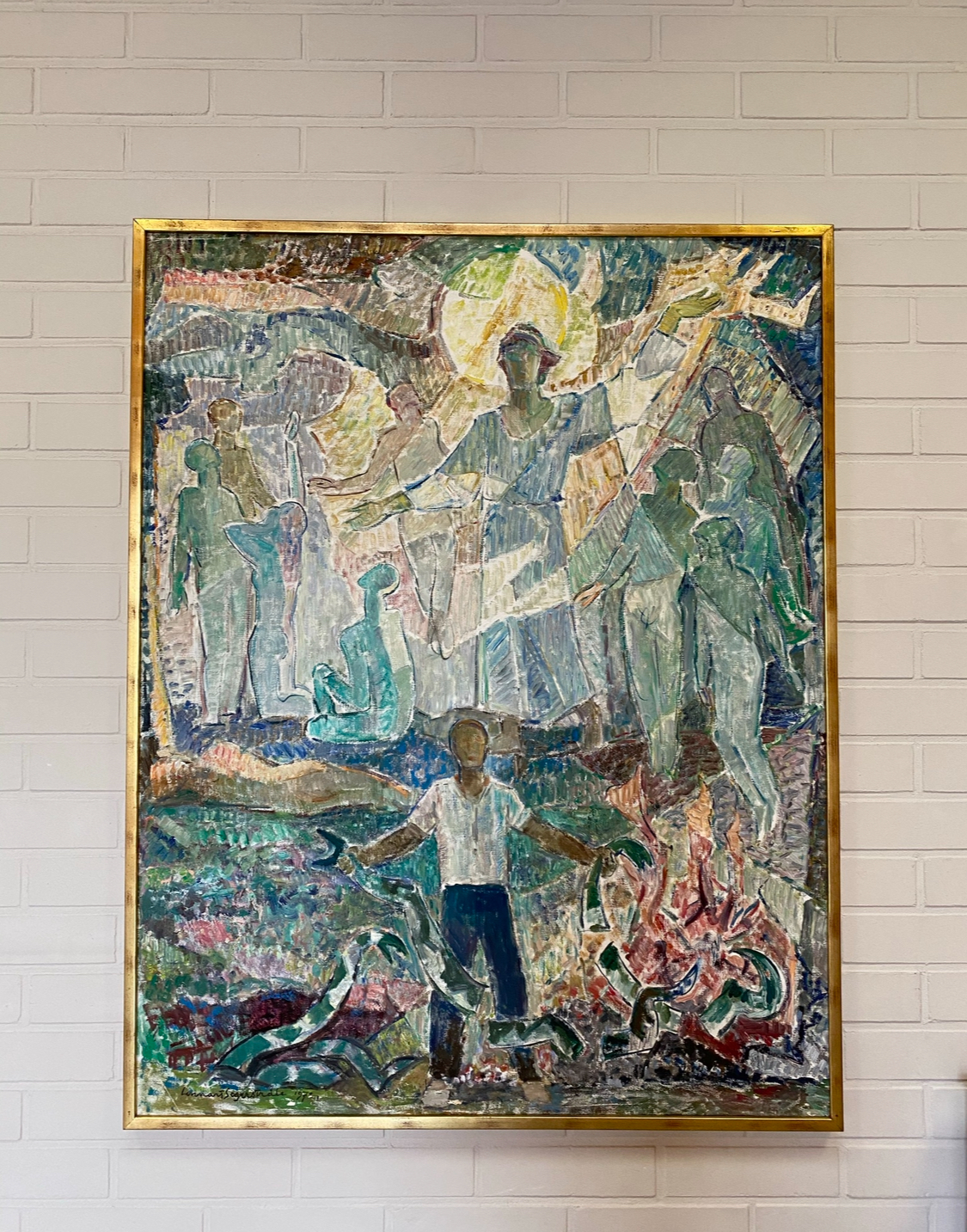
Segerstråles målning i Sjundeå församlingshem.

Segerstråle erhöll professors titel 1963. Han var från 1939 aktiv medlem i de kristna rörelserna Oxford Group och i Initiatives of Change.

## Familj
Lennart Segerstråle var son till lektorn Knut Albert Segerstråle och konstnären Hanna Frosterus-Segerstråle samt bror till författaren Solveig von Schoultz. 
Segerstråle gifte sig 1915 med Marie-Louise Colliander. Tillsammans hade de sonen Ulf Segerstråle.

## Offentliga verk i urval
- Skapelsens lovsång, målat glas fönster, 1928, Kristuskyrkan i Helsingfors i Finland
- Livets källa, fresk, 1951, kyrkan i Rovaniemi i Finland
- Tillkomme ditt rike, fresk, 11,5 x 24 meter, 1953, kyrkan i Varkaus i Finland
- Vid livets källa, fresk, 1959, i världscentrumet för Moralisk upprustning i Caux i Schweiz
- Uppståndelse, målning, 1954, i begravningskapellet i Själevad i Sverige
- Jag är livets ljus, målning, 1964, i kyrkan i Saurbæjarvik i Island
- Paradisfåglarna, målning, 1967, i vigselsalen i Lunds rådhus
- Det nya världshjärtat, målning, 1973, i en skola i Dunchurch i Warwickshire i Storbritannien
- Taggtråd eller försoning, målning, 1973 på Westminster Theatre i London